# Baardagame
De baardagame of baardagaam (Pogona vitticeps) is een hagedis die behoort tot de familie agamen (Agamidae). De agame leeft in delen van Australië en komt voor in woestijnachtige gebieden. De baardagame heeft verschillende aanpassingen om de hitte overdag en de koude nachten te overleven.
De baardagame is een omnivoor en jaagt op prooidieren maar eet ook bloemen en andere plantendelen. Het is een warmteminnende soort die een grote behoefte heeft aan licht en warmte. Baardagamen kennen een vrij verregaande vorm van visuele communicatie door kopknikken en het zwaaien met de poten (ronddraaien). Belangrijke vijanden zijn verschillende soorten slangen en roofvogels.
De baardagame is een van de bekendste hagedissen omdat het een van de populairste soorten is in de handel in exotische dieren. De baardagame wordt wereldwijd als exotisch huisdier gehouden waardoor er veel bekend is over de levenswijze.

## Naamgeving en taxonomie

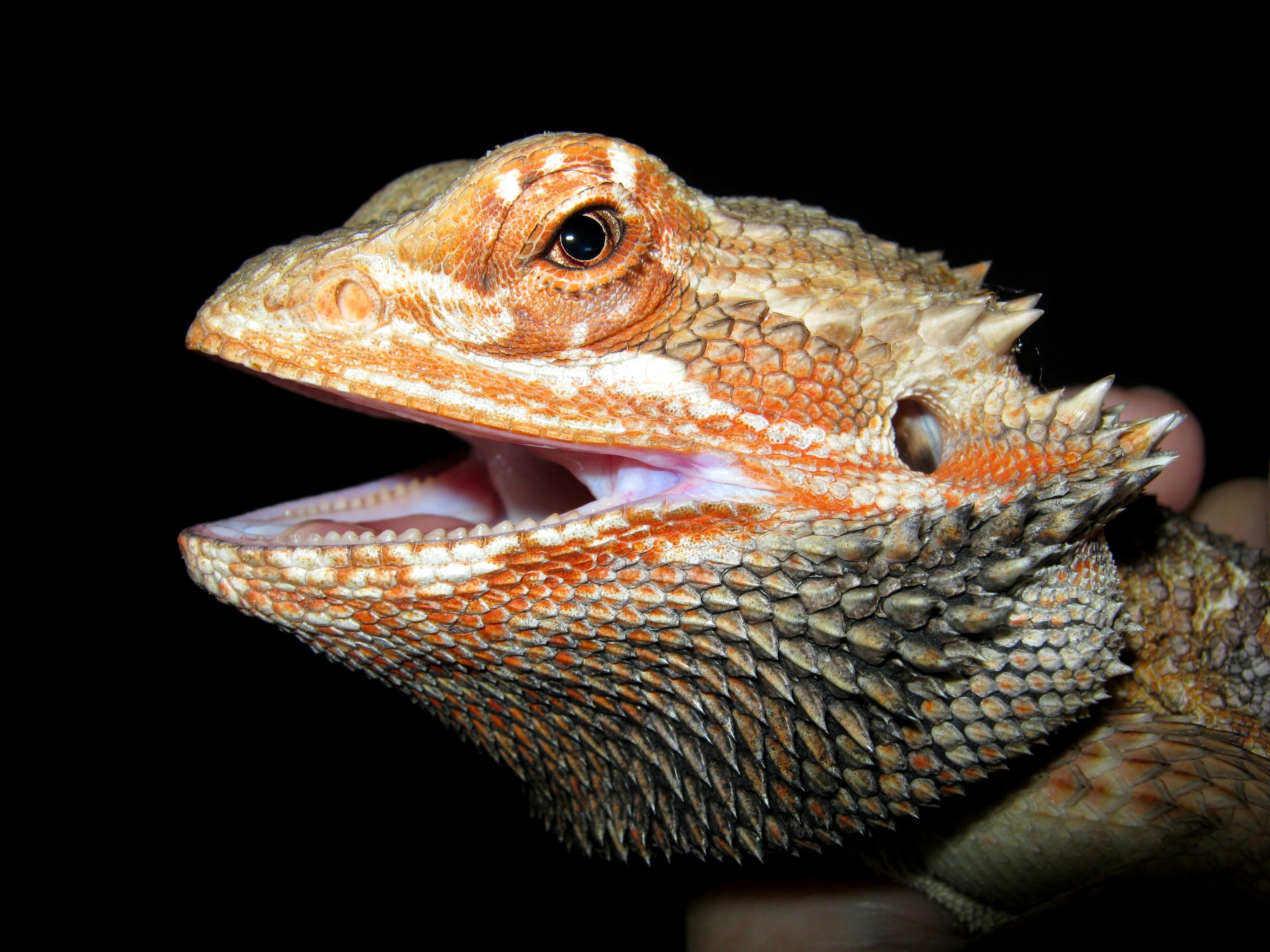
De dreighouding bestaat uit het openen van de bek en het uitzetten van de baard.

De baardagame heeft als wetenschappelijke naam Pogona vitticeps. Deze eerste naam Pogona (spreek uit: Pogóna) is de geslachtsnaam en is afgeleid van het Griekse woord pogon, dat 'baard' betekent. De tweede naam vitticeps (spreek uit: vittieseps) is de soortaanduiding. In de Duitse taal wordt wel de naam 'Streifenköpfige Bartagame' gebruikt, wat 'streepkop-baardagame' betekent.
Vroeger had de baardagame echter een andere wetenschappelijke naam omdat de agame toen nog tot het geslacht Amphibolurus werd gerekend. Deze verouderde naam was Amphibolurus vitticeps. Ook is de wetenschappelijke naam Acanthodraco vitticeps voorgesteld maar ook deze naam wordt beschouwd als verouderd. De naam vitticeps werd behouden.
De baardagame is niet de enige soort die tot het geslacht Pogona wordt gerekend, er zijn nog zeven andere soorten. De baardagame wordt vaak verward met Pogona barbatus, aangezien de soortnaam barbatus ook 'baard' betekent. Pogona barbatus is echter een veel minder bekende soort. Het was de eerst beschreven soort uit het geslacht Pogona, deze agame werd al in 1829 beschreven door Cuvier. Alle andere soorten werden later ontdekt, de soort Pogona vittatus komt veel algemener voor en wordt daardoor het meest ingevoerd als huisdier en is tegenwoordig van alle Pogona-soorten veruit de bekendste soort. Een andere noemenswaardige soort die weleens wordt ingevoerd is de dwergbaardagame (Pogona henrylawsoni), die kleiner blijft en een minder sterk ontwikkelde stekeltjesbaard heeft.

## Verspreiding en habitat

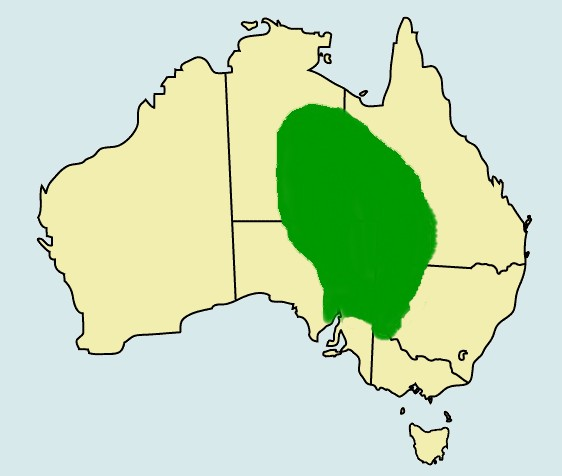
Verspreidingsgebied in het groen.

De baardagame is endemisch in Australië en komt nergens anders voor. De agame leeft in het centraal-oostelijke deel van het land. Het verspreidingsgebied van de baardagame ziet eruit als een vlek midden in vijf staten. Het areaal beslaat de Australische staten New South Wales, Noordelijk Territorium, Queensland, Victoria en Zuid-Australië. In het Noordelijk Territorium komt de agame voor in het zuidoostelijke deel, in Queensland in het zuidwestelijke deel. In New South Wales komt de agame voor in het noordwesten en in Zuid-Australië ten slotte is de baardagame alleen in het noordoosten te vinden.
De habitat bestaat uit halfwoestijnen en droge, weinig begroeide bossen tot gebieden met struikgewas. Met name in het zuiden kan de agame ook langs de kust worden aangetroffen.
De baardagame is overdag actief en schuilt 's nachts onder stenen of in holen van andere dieren. Dat is ook een plek waar zijn grootste vijand, de roofvogel, hem niet kan pakken. De baardagame is een bodembewonende soort die goed overweg kan op de grond, maar ook kan klimmen op rotsen en in bomen. Vooral de jongere dieren klimmen, ze zijn dan veilig voor hun grotere soortgenoten, die meer op de bodem blijven.

### Beschermingsstatus
Door de internationale natuurbeschermingsorganisatie IUCN is de beschermingsstatus 'veilig' toegewezen (Least Concern of LC).

## Uiterlijke kenmerken

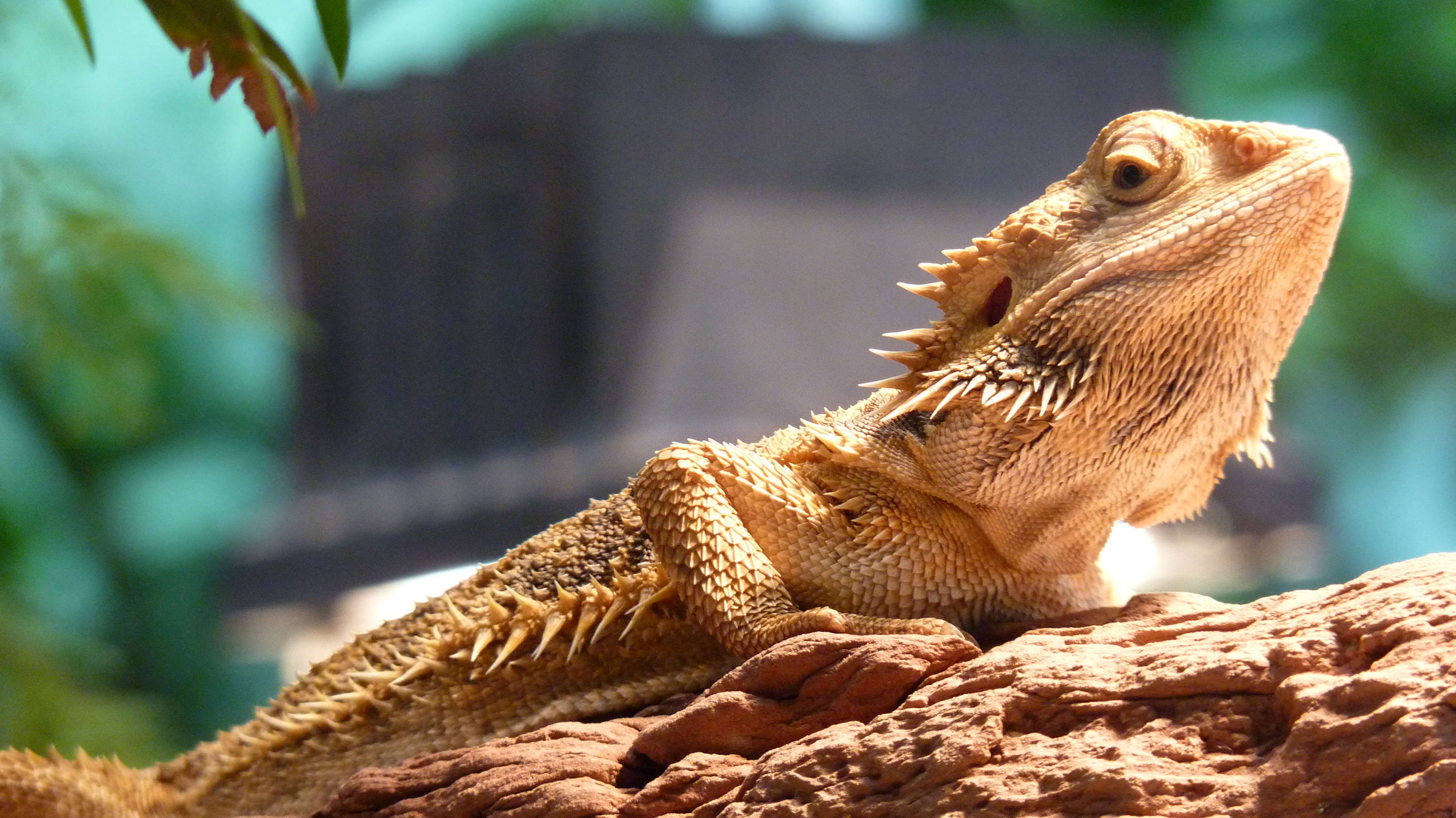
De stekels van het lichaam en de kop zijn duidelijk zichtbaar.

De baardagame is een middelgrote hagedis met krachtige klauwen en een duidelijk afgeplat lichaam. Een volwassen baardagame kan een totale lichaamslengte bereiken van ongeveer 60 centimeter. Ongeveer de helft van de totale lichaamslengte bestaat uit de staart. De agame heeft een relatief grote kop, een plomp en gedrongen lichaam en een relatief korte en dunne staart in vergelijking met andere hagedissen.
De mannetjes worden groter dan de vrouwtjes en zijn daarnaast te herkennen aan de grotere kop en de meer donker tot zwart gekleurde 'baard' aan de keelzijde. Mannetjes hebben ook zogenaamde femorale poriën; dit zijn vergrote poriën aan de onderzijde van de dijen. Mannetjes hebben ook een grotere cloacaopening dan vrouwtjes. Dit is te zien door de huidplooi van de cloaca wat te verschuiven.
Op de kop zijn stekelrijen aanwezig, evenals op staart en rug en dan vooral aan de flanken van het lichaam. De kop is driehoekig van vorm en relatief groot en stomp, de ogen en gehooropeningen zijn duidelijk te zien. De gehooropeningen zijn wat dieper gelegen en de oogleden zijn sterk verdikt, wat dient om zandkorrels buiten te houden. De 'baard' bestaat uit een opzetbare keelzak die bedekt is met stekelvormige schubben die naar voren steken als de keelzak wordt getoond, hierdoor lijkt de kop een stuk groter. Het opzetten van de baard dient uitsluitend om te imponeren. De baardagame kan hier niet mee 'steken' en staat bekend als een bijtschuwe soort tegenover vijanden.
Het lichaam is afgeplat en voorzien van vele stekels, die echter vrij zacht zijn. De stekels op de kop zijn wel verhoornd. De lichaamskleur van de baardagame heeft dezelfde kleur als zijn omgeving, roodbruin met grillige, donkere vlekken op de rug en strepen op de kop. Deze tekening steekt sterk af bij de jonge dieren en vervaagt naarmate de dieren groter worden; oudere exemplaren zijn meestal egaal van kleur. De bruinrode tot grijze kleur dient ter camouflage, en lijkt op de kleur van het zand waarop de agame leeft. De kleur van het lichaam van exemplaren uit drogere streken is vaak afstekender dan die van populaties uit meer gematigde gebieden.
De staart is in vergelijking met andere hagedissen erg kort; ongeveer even lang als het lichaam. De staart is voorzien van vele stekels, die bestaan uit omgebouwde schubben. De staart wordt gebruikt als balans bij het rennen, met name als op de achterpoten wordt gelopen. Daarnaast dient de staart als slagwapen om concurrenten en vijanden te slaan.

## Thermoregulatie

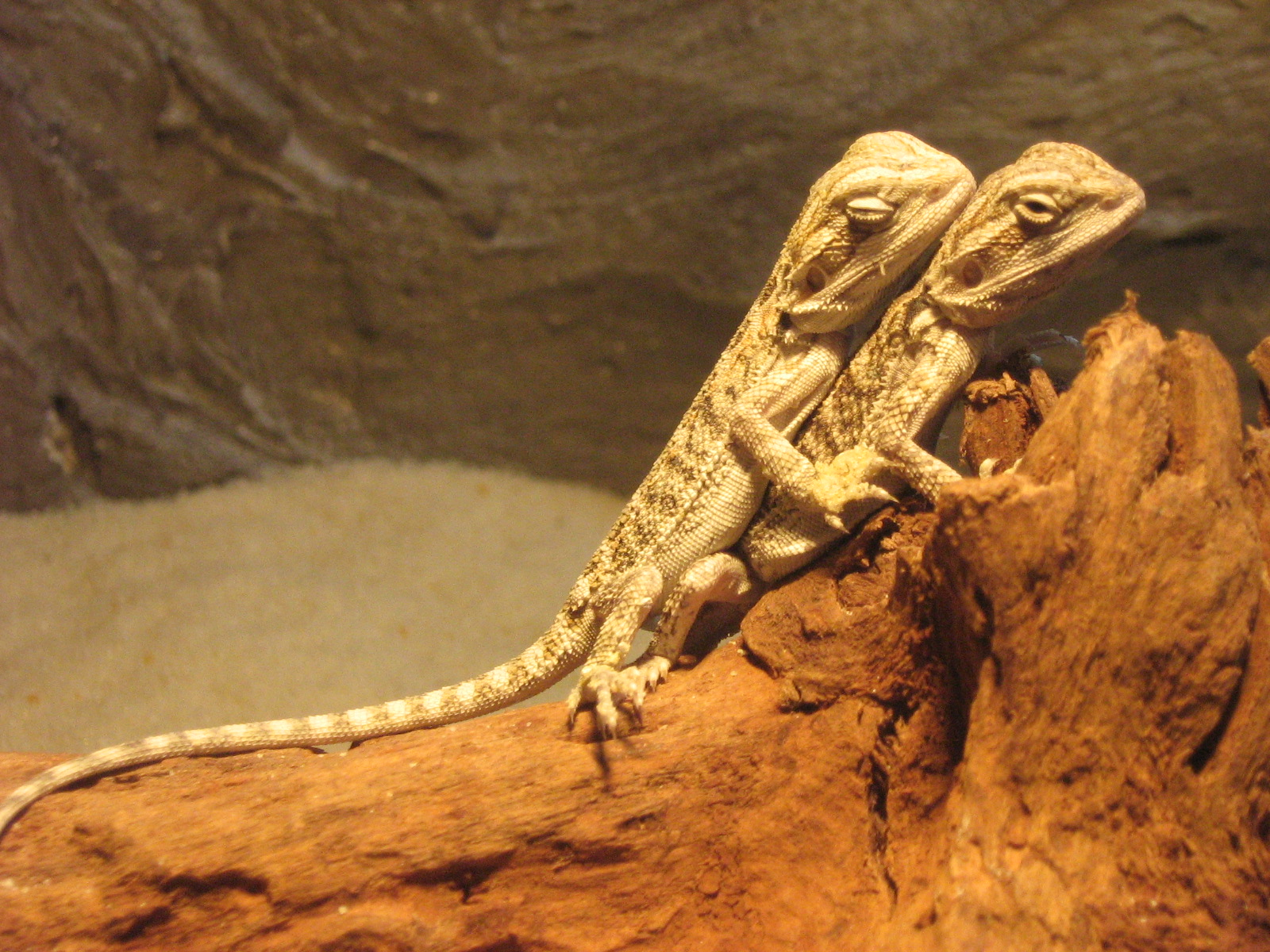
Twee zonnende jonge baardagamen.

De baardagame is net als alle reptielen koudbloedig en is dus afhankelijk van de temperatuur van zijn omgeving. Om op te warmen kruipt hij op een steen om te zonnen, bij te hoge temperaturen wordt het hol opgezocht om te schuilen. Het regelen van de lichaamstemperatuur wordt ook wel thermoregulatie genoemd.
De baardagame leeft in kurkdroge streken in een woestijnachtige omgeving waar het 's nachts juist erg koud is. Om zich te wapenen tegen de wisselende omstandigheden kent de agame verschillende methoden om zich op te warmen dan wel af te koelen. Ook het grote lichaam speelt hierbij een rol; omdat de agame plomp maar gedrongen is, kan het lichaam veel efficiënter warmte vasthouden. Hierdoor kan de agame in tegenstelling tot andere hagedissen ook bij lagere temperaturen actief blijven.
Om op te warmen nemen de agamen vaak een zonnebad op een hoger gelegen punt zoals een tak of een steen. In de streken waar de hagedis van nature voorkomt, komen veel termietenheuvels voor die uitstekend geschikt zijn. Door op een verhoogde locatie te liggen kan de agame tijdens het zonnen de omgeving goed overzien. In door de mens aangepaste omgevingen worden ook hekken en picknicktafels gebruikt. Tijdens het zonnen wordt het lichaam zo veel mogelijk afgeplat wat het oppervlak vergroot en de efficiëntie verhoogt. Eenmaal opgewarmd is de hagedis razendsnel en zeer moeilijk te vangen. Als het warmer wordt zal de agame zijn bek openhouden, hierdoor verdampt het vocht in de mondslijmvliezen, wat voor verkoeling zorgt. Dergelijk gedrag is ook bekend van andere reptielen zoals krokodillen. Op het heetst van de dag is het zelfs de baardagame te veel en hij schuilt dan in de schaduw van struiken en in holen.
Later op de dag komt het dier weer tevoorschijn als de lucht afkoelt. De bodem echter is nog zeer warm, de baardagame staat dan hoog op de poten zodat de buik de grond niet raakt en tilt daarnaast zijn staart op om contact met het hete zand te voorkomen. Het kan hierbij ook gebeuren dat de hagedis een te hoge lichaamstemperatuur bereikt en oververhitting dreigt; de baardagame verdraagt een temperatuur tot 40 °C.

## Voedsel
De baardagame leeft in het wild van verschillende prooien en eet daarnaast ook plantendelen. De volwassen agame kan vrij grote prooien eten en ook de jongere dieren zijn niet te bang om grotere dieren aan te vallen. Onder het menu van de baardagame vallen onder andere plantendelen, zoals bladeren en bloemen, en insecten, zoals kevers, sprinkhanen en andere prooien.

## Voortplanting
Baardagamen maken gebruik van een vorm van visuele communicatie om elkaar het hof te maken. De baardagame kan communiceren door morse-achtige signalen te maken door met de kop te knikken en de voorpoten te zwaaien, net zoals andere agamen als de Chinese wateragame. Het mannetje kan zijn zwarte stekelbaard opzetten en blaast zijn lichaam vol met lucht tijdens het voorspel. Hij loopt kleine rondjes aan de voorzijde van het vrouwtje en trappelt af en toe met zijn poten. Af en toe wordt de bek geopend en wordt de gele bekrand zichtbaar.
Het vrouwtje zal door middel van het zwaaien met haar voorpoten laten zien dat ze wil paren. Als ze dat niet wil -omdat ze bijvoorbeeld al eieren draagt- zal ze een volhardend mannetje van zich af bijten.
Na de paring zet het vrouwtje na ongeveer 45 tot 60 dagen haar eitjes af in een ondergronds nest. Bij het graven van het nest verdwijnt zij grotendeels in de bodem. Er worden per legsel ongeveer 20 eieren afgezet, dit kan verschillen van 8 tot 24. De incubatietijd is ongeveer 2 tot 2,5 maand waarna de juvenielen tevoorschijn komen. Ze lijken in alles op de ouders en vertonen direct het karakteristieke zwaai-gedrag. Ze zijn uiteraard wel veel kleiner en hebben een verhoudingsgewijs veel grotere kop.

## Ingevangenschap

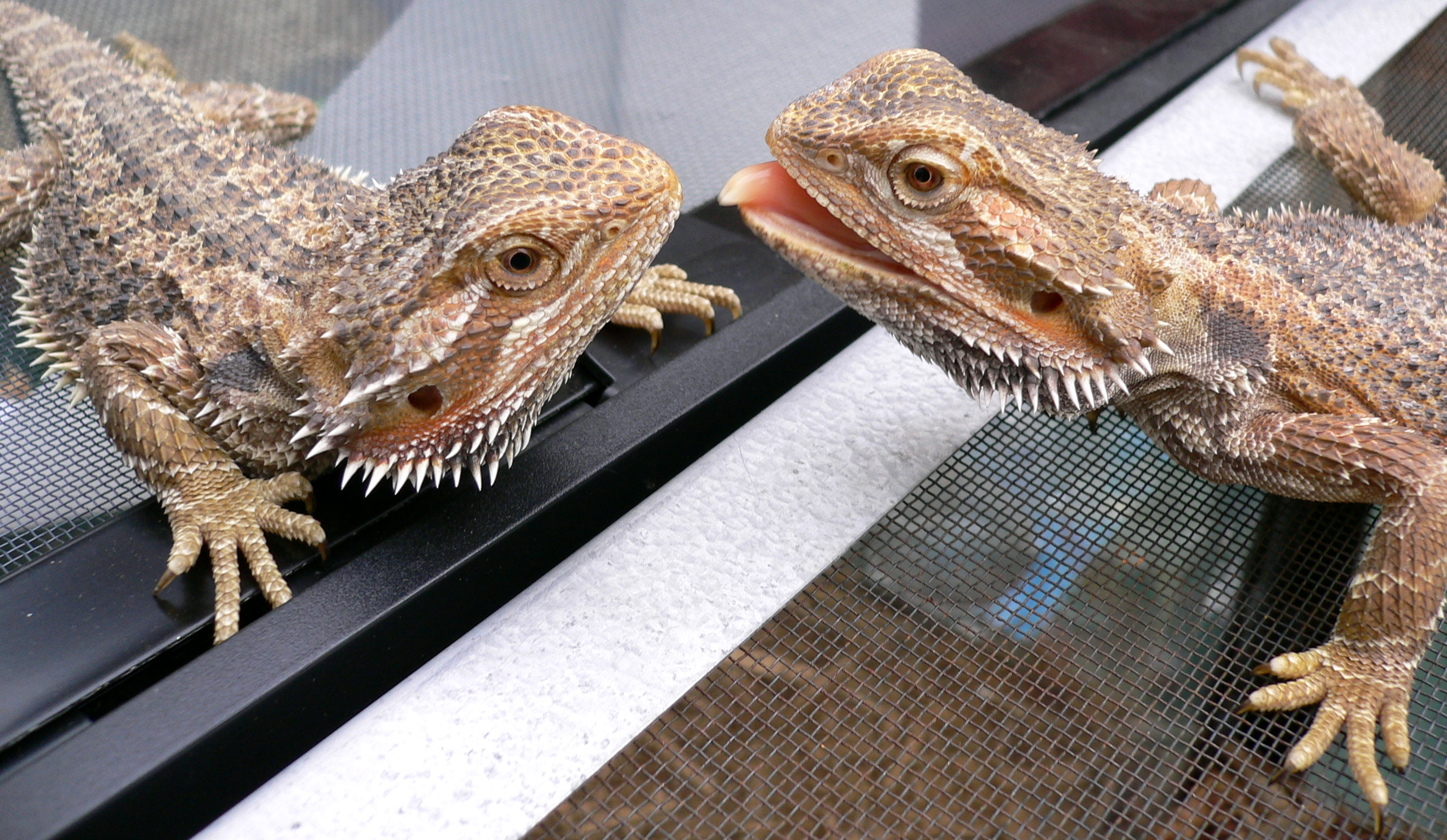
Twee baardagamen begroeten elkaar.

De baardagame is een van de weinige reptielen die onder de juiste omstandigheden enigszins tam kan worden, waarbij de schuwheid voor mensen verdwijnt. Hierdoor is de hagedis populair als huisdier en er is veel over de levenswijze en het gedrag bekend. De baardagame wordt gehouden in een terrarium. Dit is een volledig afgesloten (glazen) bak waarin de levensomstandigheden van het dier worden nagebootst. Daarbij is belangrijk dat een geschikt substraat wordt gebruikt, er voldoende zon- en schuilmogelijkheden zijn en dat de temperatuur en luchtvochtigheid niet te hoog of te laag worden.
De baardagame stelt ten opzichte van andere reptielen minder eisen met betrekking tot de verzorging. Omdat de baardagame een woestijnbewoner is, houdt het dier van droge, kale omstandigheden, wat een voordeel is omdat er zo minder kans is op beschimmeling en het terrarium relatief makkelijk schoon te houden is. Het is zeer belangrijk om voor het aanschaffen van een baardagame veel informatie op te doen. Voordat men een baardagame aanschaft, dient men er bijvoorbeeld rekening mee te houden dat een baardagame 7 tot 15 jaar oud kan worden, ongeveer zo oud als een hond of kat.
Gezonde baardagamen zijn alert en kijken helder uit hun ogen. Als dat niet zo is, gaat het vaak om een ziek of sterk verzwakt exemplaar. Ook het gewicht en de vetreserves van de agame, voornamelijk bij de buik, moeten op peil zijn. Dit is ook te zien aan de heupbeenderen, die normaal gesproken niet te zien zijn, maar bij een zwak of ziek dier vaak uitsteken.
De baardagame past zich aan aan de verschillende seizoenen, het is sterk aan te raden om deze na te bootsen. Hierdoor blijven ze in hun natuurlijke cyclus en dat heeft grote invloed op het welzijn en de gezondheid van de dieren. Ook is de baardagame op die manier het beste te kweken. De baardagame kent een winterrust, geen winterslaap, maar een minder actieve periode waarin ook minder tot niets wordt gegeten. Gedurende deze tijd zijn de kleuren ook minder intens. De winterrust begint als in Nederland en België de winter begint, de temperatuur en de lichtduur en -intensiteit moeten geleidelijk verlaagd worden (door middel van schakelaars/dimmers). Schoon water moet altijd beschikbaar blijven. De winterrust duurt ongeveer twee maanden, daarna moeten temperatuur en lichtintensiteit weer worden verhoogd. De agame zal langzamerhand meer gaan eten en actiever worden, na de winterrust begint het voortplantingsseizoen.
Een geschikte terrariumindeling voor een baardagame is een steppelandschap of een woestijnlandschap. Een baardagame eist een groot terrarium, 0,25 m³ per dier of groter. De bodem moet bedekt zijn met steriel zand of kalkzand. Een ruwe achterwand en stukken hout nodigen uit tot klimmen. Stenen maken het geheel helemaal af en houden ook de warmte goed vast.
Een uv-lamp (uv A en uv B) stimuleert de voortplanting, eetgedrag en groei van een baardagame en is onmisbaar in een terrarium. Daglichtlampen (de sterkte afhankelijk van de grootte van het terrarium) zorgen voor een zonnig plekje. Onder de lamp mag het niet warmer zijn dan 45 °C, daarrond tussen de 24 °C en de 35 °C overdag en 18 °C tot 24 °C 's nachts. Baardagamen verlangen in de zomer 12 tot 14 uur licht per dag, in de winter 9 tot 10 uur per dag. De luchtvochtigheid mag ongeveer 30% tot 45% zijn. Ze zullen zelf het warmste of het beste plekje zoeken.

### Voortplanting in gevangenschap

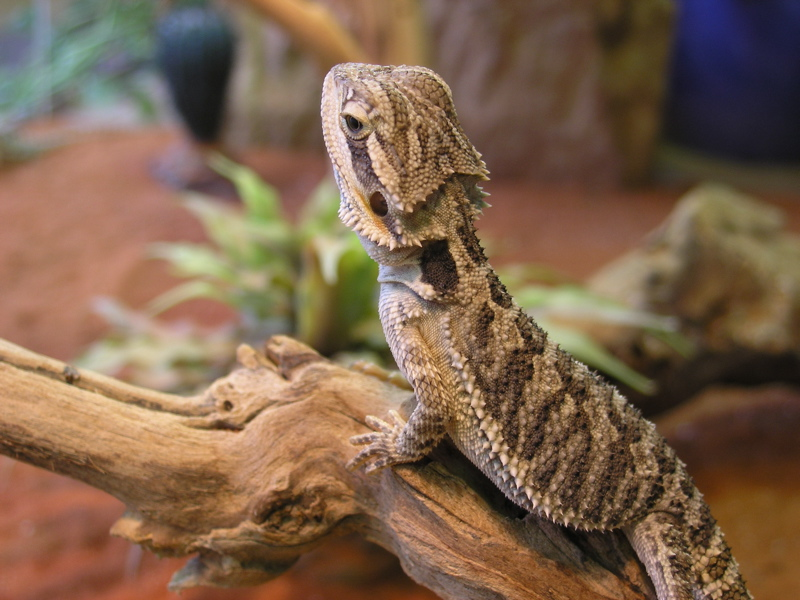
Een jonge baardagame.

Ongeveer een maand na de paring zal het vrouwtje een dikke buik krijgen, de eitjes zijn dan te zien. Het is belangrijk om al voor de bevruchting het vrouwtje wat meer voer en met name vitaminen en kalk te geven voor de ontwikkeling van de eitjes. Vlak voordat deze worden afgezet, stopt het vrouwtje met eten.
Het best kan een bak met vochtig zand worden geplaatst in het terrarium, zo diep dat de baardagame er helemaal in kan. Hier maakt het vrouwtje een kuil waarin de eieren worden begraven, dit gebeurt meestal 's avonds. Een legsel bestaat uit ongeveer 12 tot 28 eieren, soms ook meer. In een broedmachine kan de ideale temperatuur worden gehandhaafd, wat het uitkomstpercentage ten goede komt, de temperatuur moet 28 tot 31 graden zijn. De eitjes mogen niet gedraaid worden want dan kan het embryo sterven. De eieren komen na ongeveer 50 tot 60 dagen uit. Daarnaast is het goed om te weten dat van 1 paring een vrouwtje tot wel 3 keer eieren kan leggen. Dit vergt uiteraard een grote inspanning van haar waardoor het verstandig is om een man en vrouw alleen voor een paring bij elkaar te zetten zodat de eitjes in alle rust kunnen worden afgezet.
Als ze uit het ei gekropen zijn, kunnen de juvenielen het best in een ander terrarium worden gezet. De oudere dieren kunnen de jongen pletten of er zelfs een opeten. Voer de jongen iedere dag veel jonge krekeltjes en fruitvliegjes en bepoeder deze met supplementen. Voorzie de jongen in principe van alles wat de volwassenen ook hebben maar dan in mindere mate/kleiner formaat, de temperatuur moet hetzelfde blijven. Het drinkbakje moet ondiep zijn, omdat ze snel verdrinken.
Door te fokken met genetische aanleg voor bepaalde kleuren en patronen, grootte en lichaamsbouw ontstaan specifieke morphs. Bij baardagamen komen veel morphs voor.

### Voedsel, water en vitaminen

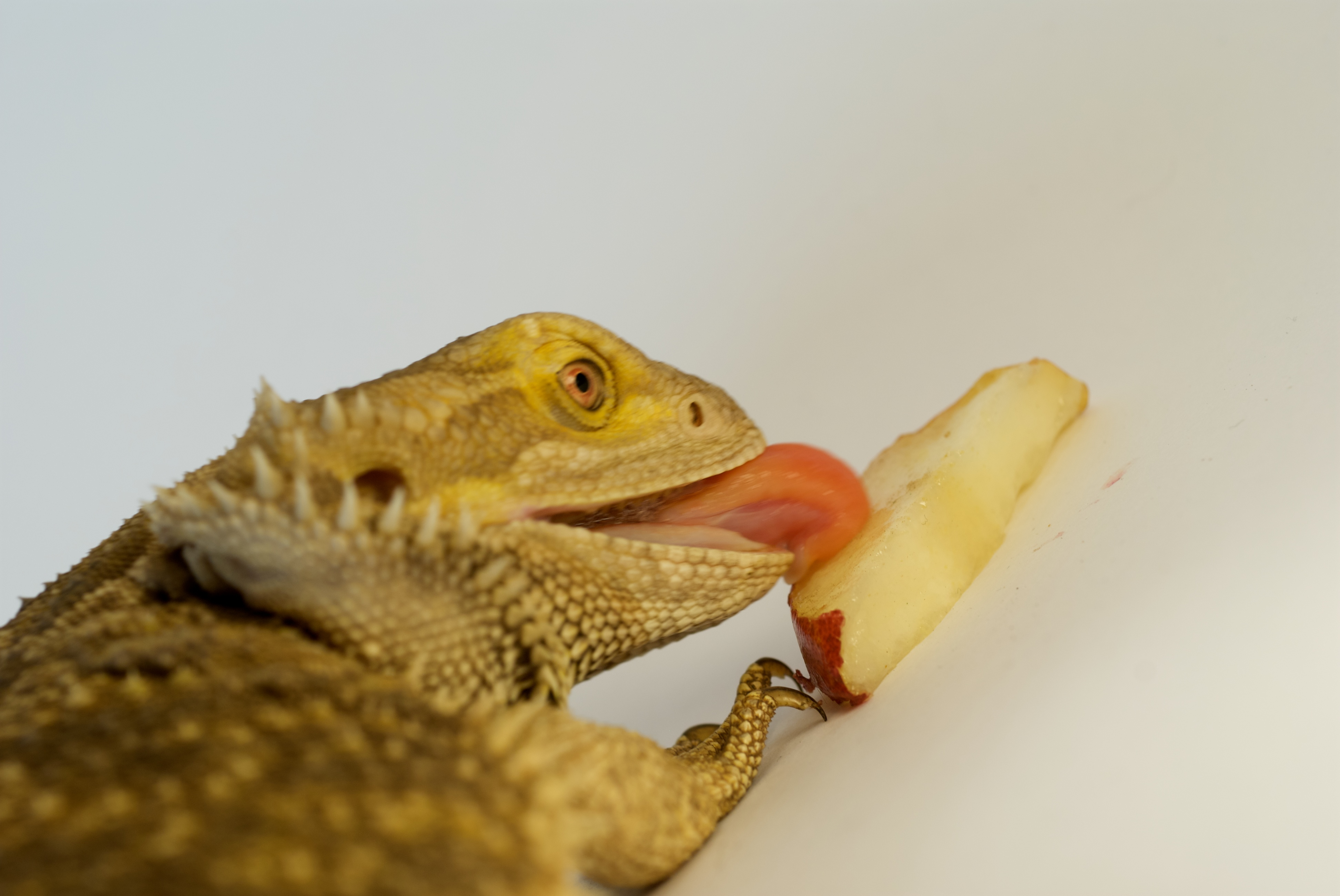
Een baardagame eet een stukje peer.

Een baardagame is omnivoor en eet zowel vlees als verschillende soorten groenten en fruit. Het vlees bestaat uit voedseldieren zoals krekels, sprinkhanen, wasmotlarven, buffalowormen, dubia kakkerlakken en krulvliegen. Meel- en moriowormen zijn minder geschikt vanwege hun harde pantser dat verstoppingen van de darmen kan veroorzaken. Als alternatief wordt wel katten- of hondenvoer aangeboden. Deze manier van voeren geniet een steeds grotere belangstelling. Geef echter wel seniorenvoer van een veterinair merk, liefst droge brokjes die in water zijn geweekt. In voer uit blik zitten te veel zouten die de lever van de baardagame aantasten. Baardagamen kunnen hier goed op leven maar missen de lichaamsbeweging bij het achternazitten van prooien. Voer alleen voedseldieren, en nooit andere (zelfgevangen) dieren als kevers, muizen of amfibieën, deze kunnen de agame beschadigen of vergiftigen.
Groente en fruit kunnen iedere dag worden aangeboden, bijvoorbeeld: tomaat (niet te vaak voeren omdat er een giftig stofje, als er grote hoeveelheden worden gegeven, in zit), banaan, appel (geen schillen, anders kunnen verstoppingen ontstaan) en andijvie. Baardagamen hebben de voorkeur voor fel gekleurde groenten en bloemen, liefst geel, en ze zijn dol op paardenbloemen. Zowel het blad als de bloem worden gegeten, maar de steel is giftig en moet niet gevoerd worden. In sommige groenten zitten stoffen waar de agame niet tegen kan zoals spinazie, dat oxaalzuur en nitraat bevat. Ook tannine verdraagt de agame slecht; deze stof zit onder andere in tuinbonen, erwten en druiven.
Baardagamen hebben een permanent gevulde en schone watervoorziening nodig waar ze uit kunnen drinken. Jonge baardagamen staan er om bekend dat ze in de kleinste plasjes water al snel verdrinken. Een omgekeerde dop van een glazen pot met een laagje water erin is daarom diep genoeg, maar het water verdampt hieruit snel en mag nooit opraken. Bij volwassen dieren kan een waterbak neergezet worden omdat ze niet zo snel verdrinken. Aan het water kunnen vitaminen worden toegevoegd. Ook is het aan te raden bij jongere dieren iedere dag en bij oudere twee tot drie keer per week te nevelen of te sproeien. Baardagamen likken liever dauwdruppels op dan uit een bakje te drinken.
Baardagamen hebben altijd ook vitaminen en mineralen nodig, voornamelijk kalk, daarom dient een preparaat over het voedsel gestrooid te worden. Deze soms gecombineerde kalk- en vitaminepreparaten zijn in de regel te koop bij de dierenspeciaalzaak waar de agame is aangeschaft. Met name de snelgroeiende jonge dieren hebben veel kalk nodig. Een gebrek aan kalk veroorzaakt al snel onomkeerbare vergroeiingen van de botten en de schedel of rachitis, dit is een veel voorkomende ziekte bij baardagamen. Oudere, volwassen dieren hebben minder kalk nodig, maar de vrouwtjes kunnen vlak voor de paartijd wel wat extra kalk gebruiken vanwege de ontwikkeling van de eitjes die veel kalk nodig hebben. Een teveel aan kalk kan eveneens voor problemen zorgen, zoals verkalking van organen of van de eieren. Ook vitamines en mineralen zijn belangrijk; deze kunnen worden vermengd met het kalk.
Een uv B-lamp is nodig voor de omzet van de niet-bruikbare vitamine D2 (die wordt aangeboden door de calciumpreparaten) naar vitamine D3. De lamp moet tien tot twaalf uur branden. Voor de opgroeiende baardagame is het het beste om het dier drie of vier keer per week een half uur in de zon te zetten.